# Casa Corpului Didactic din Iași
Casa Corpului Didactic este un monument istoric situat în municipiul Iași, județul Iași. Este situată pe Str. Botez Octav 2-A. Clădirea a fost construită la începutul sec. al XX-lea. Figurează pe noua listă a monumentelor istorice sub codul LMI: IS-II-m-B-03749.

## Imagini

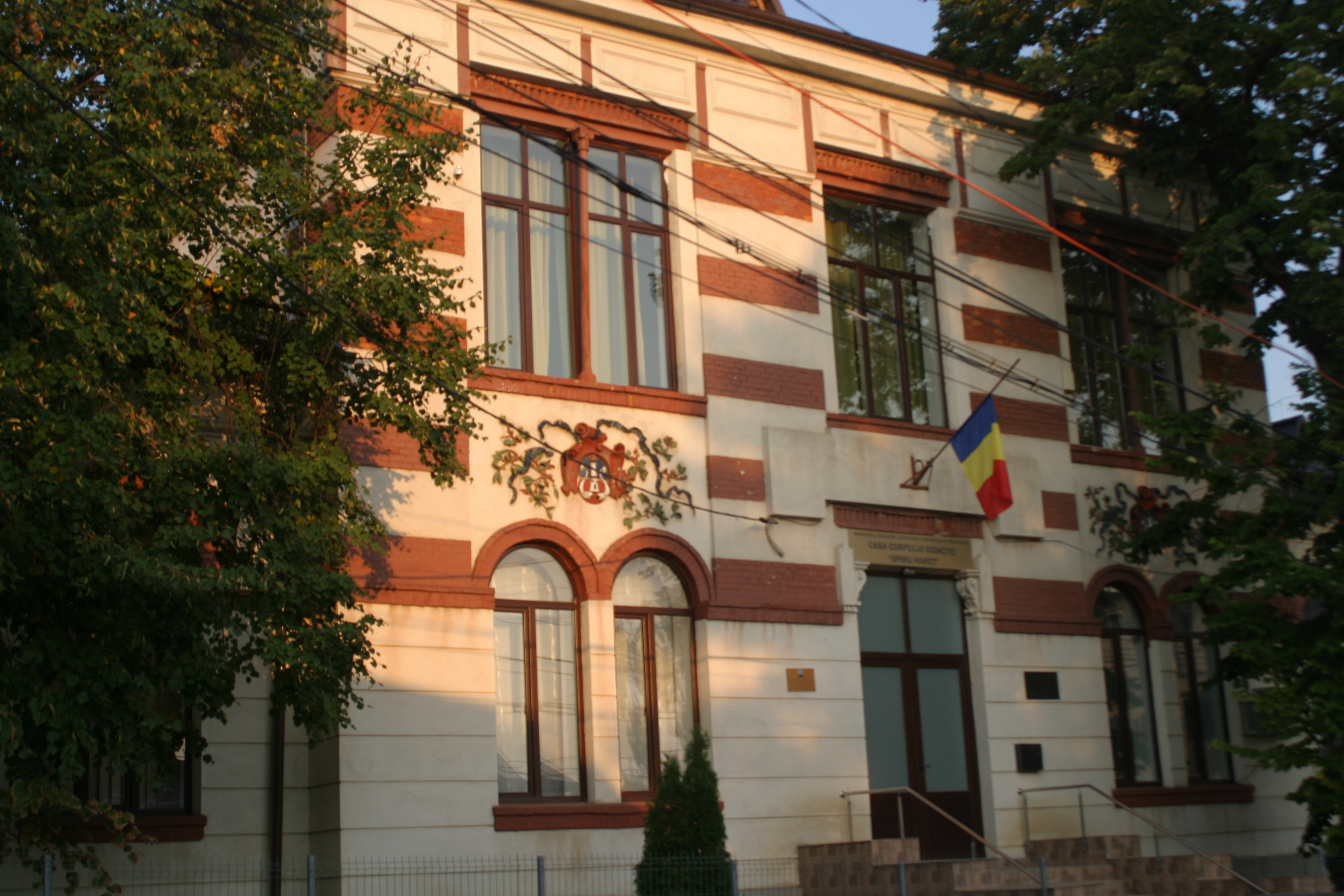
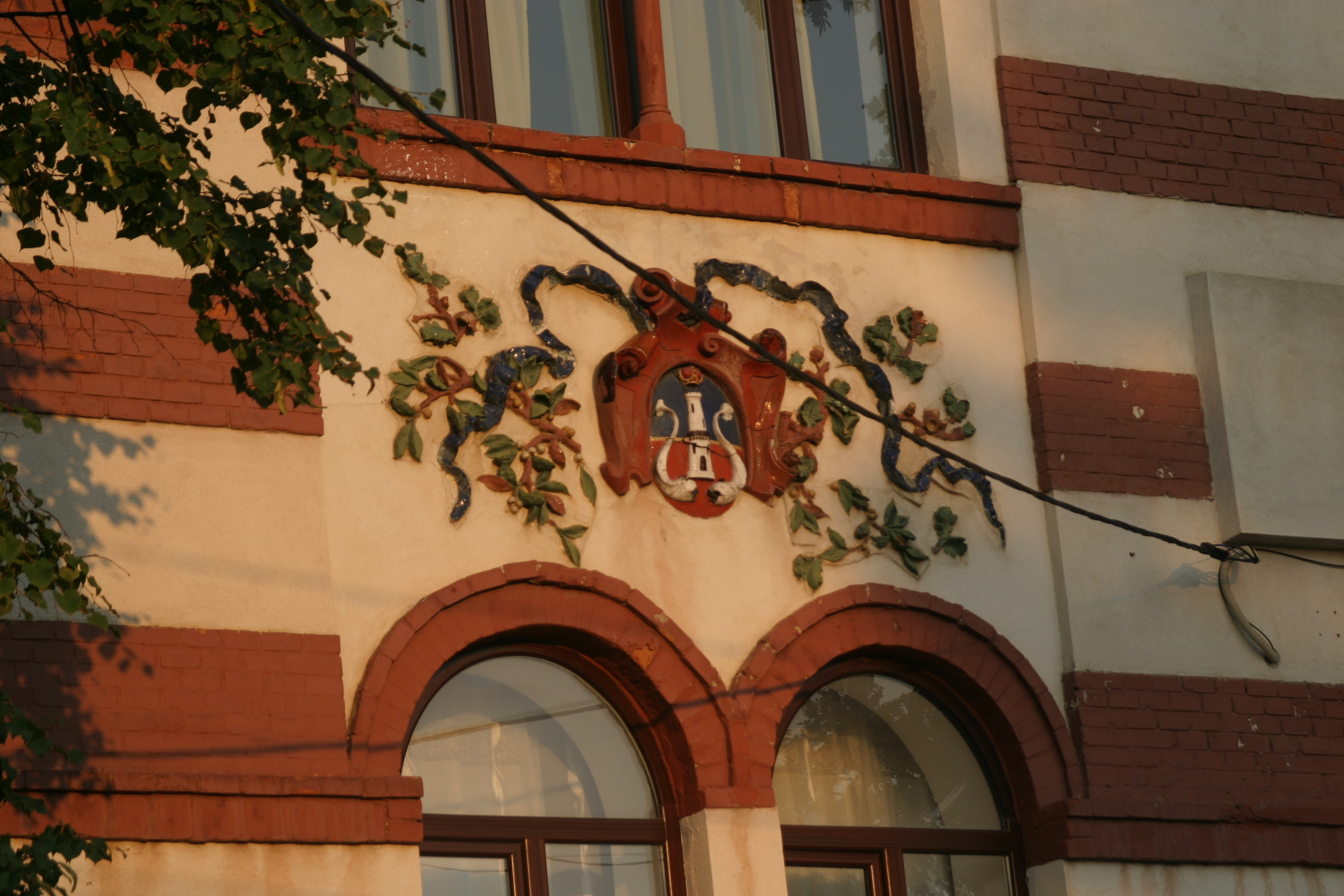
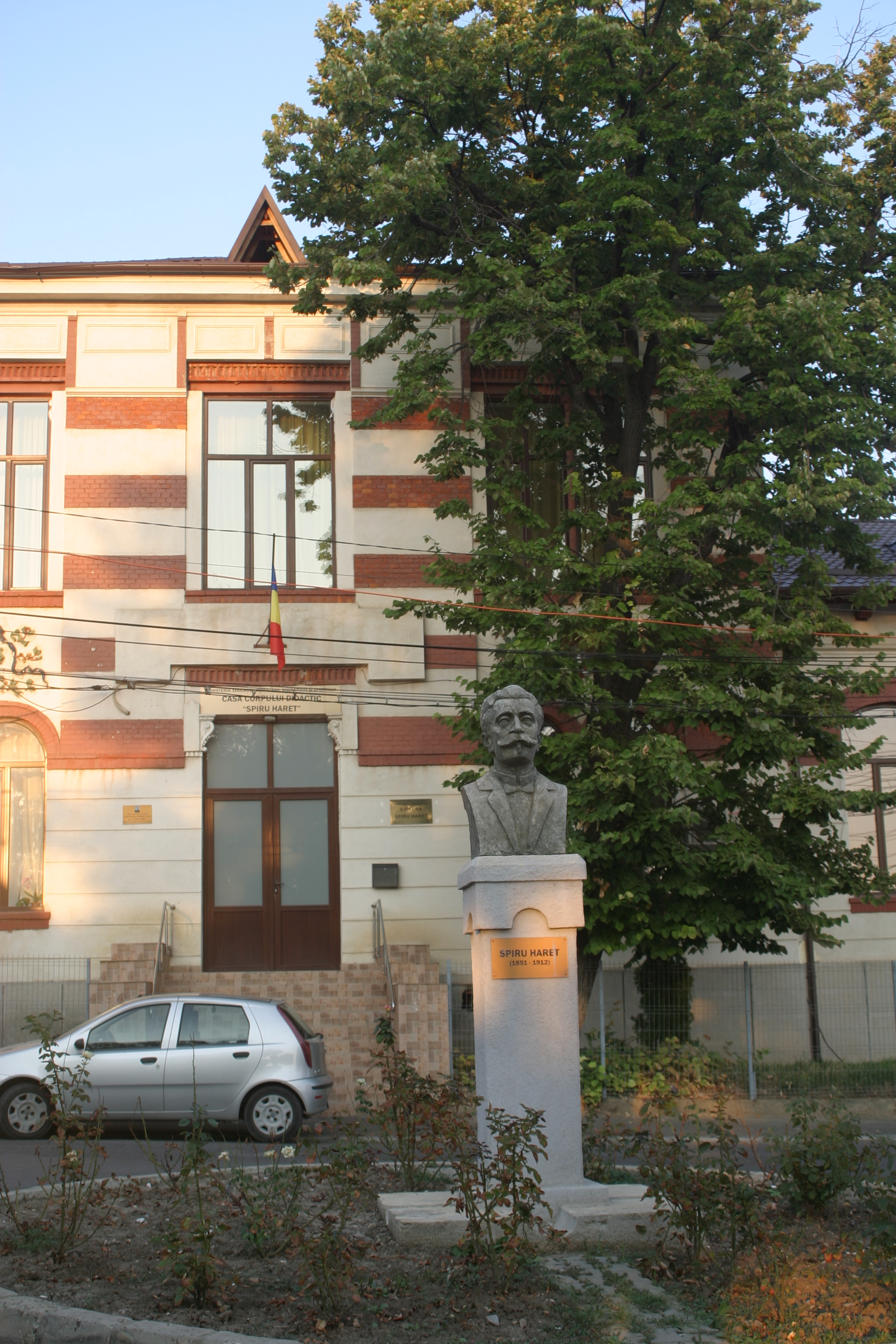
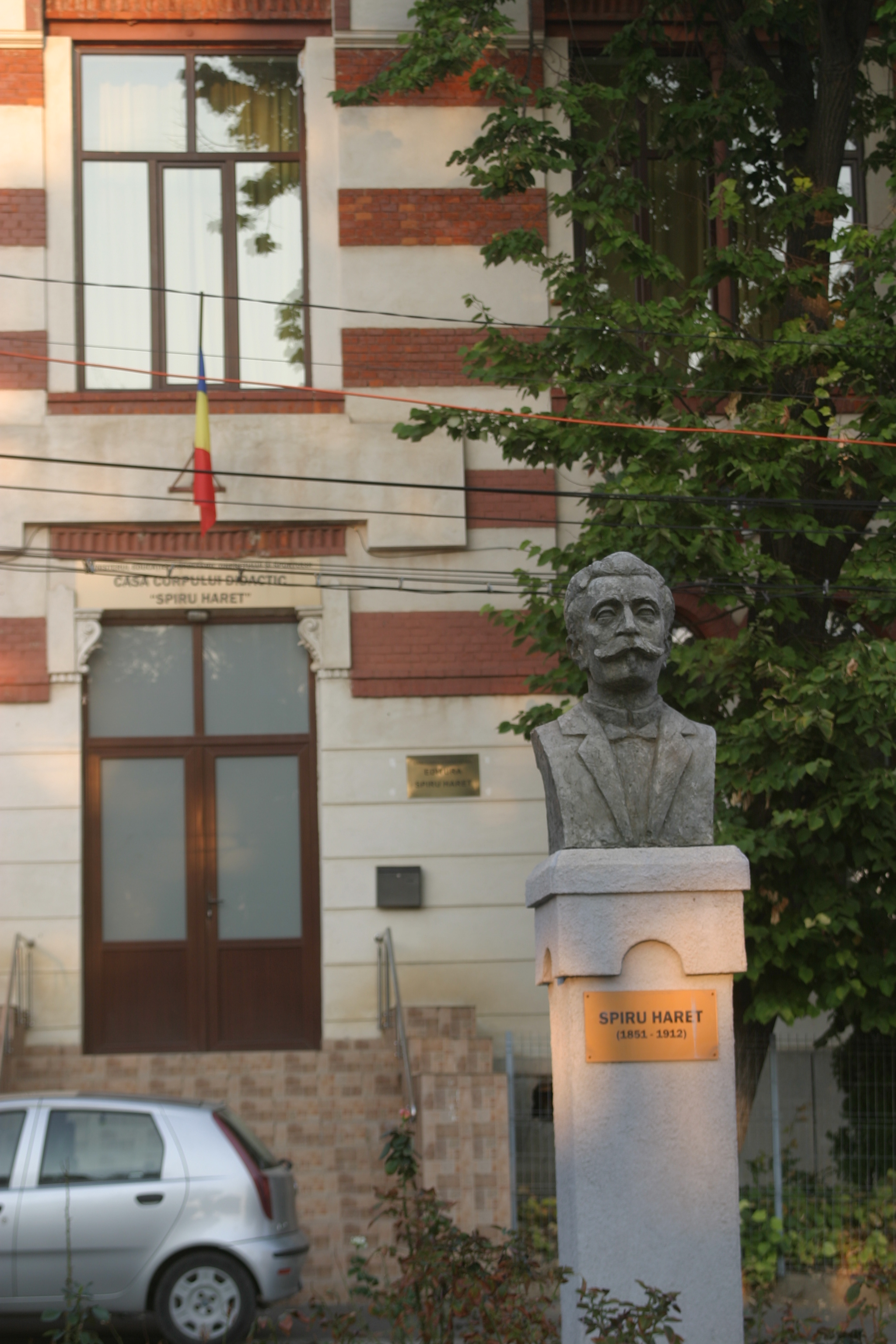